# みすずフィナンシャル・アドバイザーズ
みすずフィナンシャル・アドバイザーズ株式会社は、日本の大手監査法人であるいわゆる「4大監査法人」の一つであるみすず監査法人の子会社。
みすず監査法人の解散に伴い、2007年7月20日をもって全ての業務を終了した。

## 概要
- アドバイザリーサービスを財務・金融に特化して実施。

## 沿革
- 1998年9月 —「中央フィナンシャル･アンド･リスク･マネジメント･コンサルティング株式会社」 として設立。
- 2002年7月 — ｢中央青山プライスウォーターハウスクーパース･フィナンシャル･アンド･リスク･マネジメント株式会社｣ へ社名変更。
- 2006年10月 — 現社名に変更
- 2007年7月 — 業務終了